# Ге, Иван Николаевич
Ива́н Никола́евич Ге (1841—1893) — русский драматург, театральный критик, актёр, режиссёр; младший брат художника Николая Ге.

## Биография
Иван Ге родился в 1841 году. Предки Ге — французы, которые, переехав в Россию, получили звание потомственных дворян Российской империи. Он получил среднее образование в гимназии и по её окончании поступил на военную службу, где дослужился до чина ротмистра. Выйдя в отставку, он поселился в Херсонской губернии в своем небольшом имении и начал заниматься хозяйством. После пожара, поглотившего всю его недвижимость, он переехал в Одессу, где занялся экспортом хлеба за границу, но затем увлёкся литературой.
С начала 1870-х годов печатался в газетах: в «Голосе» (театральные рецензии), в «Русских ведомостях», «Новостях дня» и в «Московской газете»), а также в журнале «Артист». Написал ряд рассказов, комедий и водевилей. Из его пьес пользовались успехом пьесы «На новых началах» (переработка польской пьесы, без указания источника), «Осколки минувшего» и «Самородок» (в сотрудничестве с И. А. Саловым). В конце 1880-х годов организовал драматические курсы в Одессе, а позже и в Киеве, где преподавал декламацию.
Иван Николаевич Ге умер 30 июня 1893 года в городе Киеве.